# Azul regio

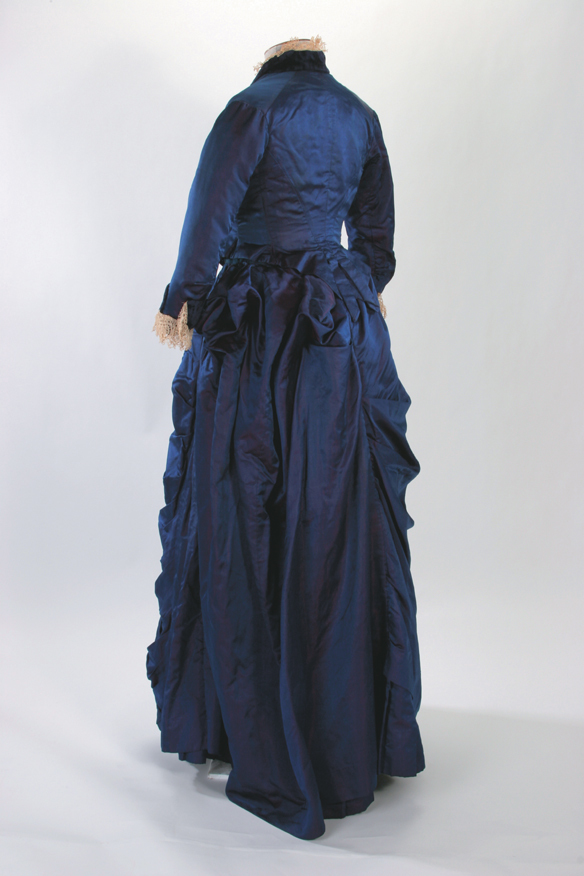
Traje de dos piezas azul regio usado por la señorita Mary Ann Mitchelson en la década de 1870.

El azul regio o azul real es a la vez una sombra brillante y una sombra oscura del azul azure. Se dice que fue creado por molineros en Rode, Somerset, un consorcio que ganó un concurso para hacer un vestido para la Reina Charlotte, consorte del Rey Jorge III.

## Brillo
Tradicionalmente, los diccionarios definen el azul real como un azul de profundo a oscuro, a menudo con un tinte morados o débil rojizo. El diccionario inglés de Oxford lo define como un "azul vivo profundo".
Hacia los 1950s, muchas personas empezaron a pensar en el azul real como un color más brillante, y  es este color más brillante el que se escogió como el color web "azul real" (los colores web cuándo se formularon en 1987 fueron originalmente conocidos como los colores #X11).[¿quién?] El Consorcio de la World Wide Web designó la palabra clave "royalblue" para este color mucho más brillante, en vez de la versión más oscura tradicional del  azul real.

## Variaciones

### Azul  reina
El azul reina es un medio tono de azul real.
El primer uso registrado del azul reina como nombre de color en inglés fue en 1926. Con.anterioridad, desde 1661, este color se había llamado azul de la reina.